# Gorillas
Gorillas är ett spel skrivet av Microsoft som exempelprogram till programspråket QBasic.
Under spelets gång står två gorillor på var sitt hustak. Spelarens uppgift är att träffa den andra gorillan med en banan som kastas iväg genom att ange hastighet och vinkel. Gorillorna står under spelets gång stilla och inmatning sker genom att skriva på tangentbordet; annars är Gorillas inte helt olikt spelet Worms.